# Johann Jacob Köpler
Johann Jacob Köpler (* vor 1700; † nach 1755) war ein Orgelbauer in Sorau in der Niederlausitz.

## Leben
Es ist nicht bekannt, ob Köpler Sorbe oder Deutscher war. Er war wahrscheinlich Schüler von Georg Adam Caspari dem Jüngeren († 1736) in Sorau (oder Adam Horatio Casparini in Breslau?), da seine Dispositionsweise Ähnlichkeiten mit deren Bauten zeigt. Spätestens 1727 war Johann Jacob Köpler  Orgelbauer in Sorau (heute Żary).
Sein Todesjahr ist nicht bekannt.

## Werk (Auswahl)
Von Johann Jacob Köpler sind heute fünf Orgelneubauten, drei Umbauten und eine Reparatur in der Nieder- und Oberlausitz bekannt. Erhalten sind die Prospekte in Stargard Gubiński, Daubitz und Lübbenau.
Orgelneubauten
| Jahr      | Ort                                          | Gebäude     | Bild | Manuale | Register | Bemerkungen                                                                             |
| --------- | -------------------------------------------- | ----------- | ---- | ------- | -------- | --------------------------------------------------------------------------------------- |
| 1727      | Stargardt bei Guben, heute Stargard Gubiński | Kirche      |      |         | 18       | Prospekt erhalten                                                                       |
| 1736–1738 | Daubitz, Oberlausitz                         | St. Georg   |      | I/P     |          | Prospekt erhalten, darin 1916 neues Werk von Schlag & Söhne (I/P, 19), 2006 restauriert |
| vor 1740  | Beitzsch, heute Biecz                        | Kirche      |      | II/P    | 30       | mit seinem "Cameraden [Mitarbeiter] Schlager", nicht erhalten                           |
| 1741      | Lübbenau                                     | St. Nikolai |      | I/P     | 17       | mit Johann Christoph Pfennig und Johann Gottlieb Pfennig, Prospekt erhalten             |
| 1755      | Laubnitz, heute Lubanice                     | Kirche      |      | I/P     | 8        | nicht erhalten                                                                          |

Weitere Arbeiten
| Jahr     | Ort                      | Gebäude       | Bild | Manuale | Register | Bemerkungen |
| -------- | ------------------------ | ------------- | ---- | ------- | -------- | --- |
| vor 1740 | Sorau, heute Żary        | Schlosskirche |      |         |          | Reparaturen |
| 1742     | Lübbenau                 | St. Nikolai   |      | I/P     | 17       | Austausch eines Registers des eigenen Neubaus von 1741                                                                                             |
| 1747     | Sommerfeld, heute Lubsko | Stadtkirche   |      |         |          | Umbau |
| 1764     | Guben                    | Stadtkirche   |      | III/P   | 32       | unsicher: ein Orgelbauer aus Sorau und sein Schwiegersohn, oder möglicherweise durch Gottfried Heerde († 1777) oder Gottfried Kubisch († 1806/11)? |